# Convento de los Agustinos Recoletos (Marcilla)
Los Agustinos Recoletos se establecieron en Marcilla (Navarra, España) en el siglo XIX. La parte antigua del actual Centro Filosófico-Teológico había sido monasterio cisterciense, anexionado a la abadía de la Oliva.

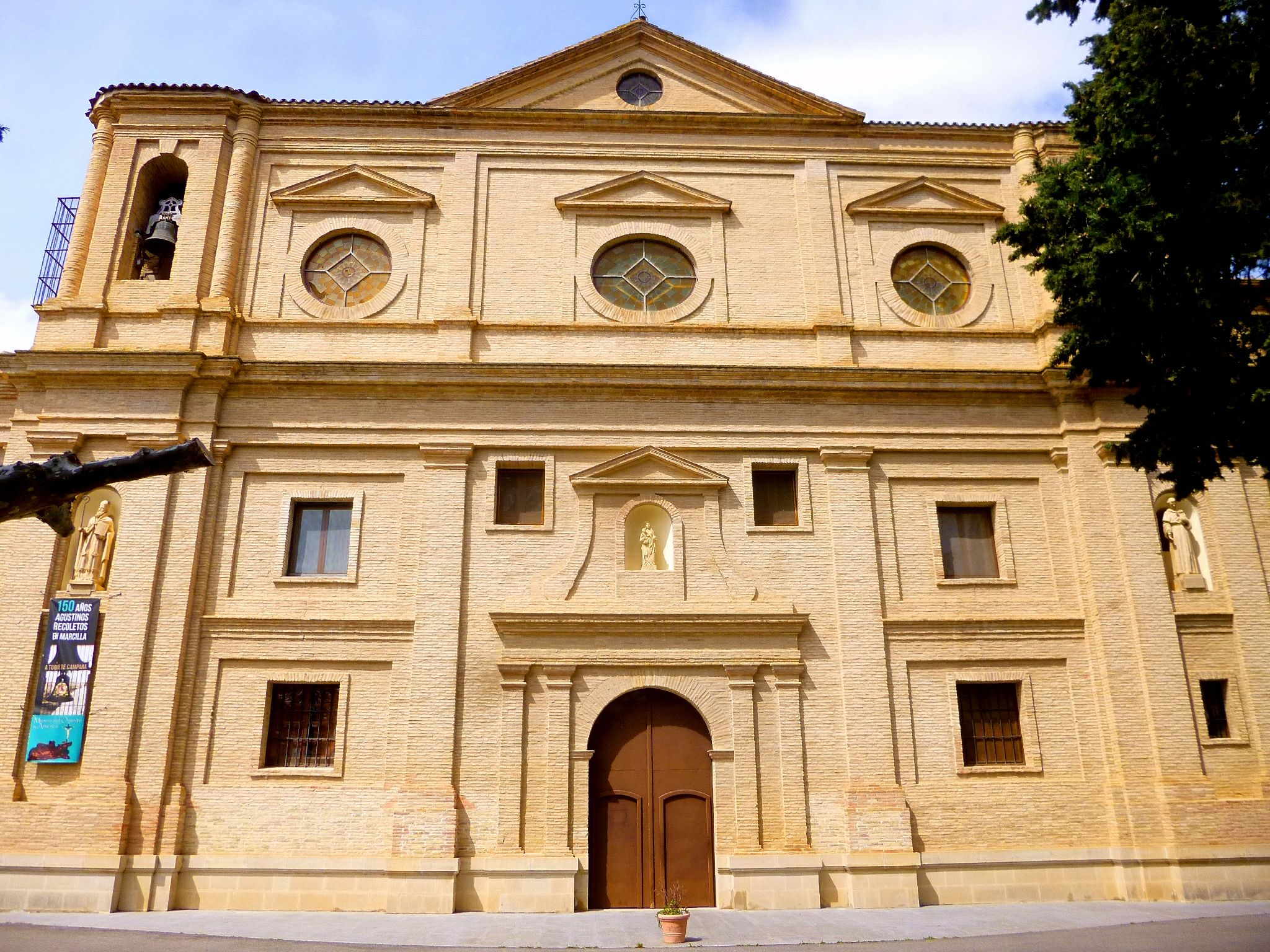
Fachada de la iglesia monacal

El ala derecha del presente edificio es obra del siglo XVIII. El 15 de mayo de 1774 bendecía y ponía la primera piedra del monasterio D. Juan Lorenzo de Irigoyen y Dutari, Obispo de Pamplona. 
En 1835, a causa de la exclaustración y desamortización de Mendizábal, los monjes bernardos deben abandonar el monasterio, pasando su propiedad a la familia de José Francisco Elorz, vecino de Peralta. 
El 17 de septiembre de 1865 se instala canónicamente la nueva comunidad de Agustinos Recoletos. Desde esta fecha el convento de Marcilla se convierte en Colegio Máximo de Teología para la Provincia de san Nicolás de Tolentino. 
El año 1891 se proyectó ensanchar el colegio, construyendo una nueva ala. Por las varias dificultades que se presentaron, su ejecución parcial no fue posible hasta 1931, en que se echaron los cimientos del futuro edificio. Paralizadas las obras con motivo de la II República y de la Guerra Civil, se reanudaron a primeros de octubre de 1940. Esta ha sido completamente remodelada en 1999. 
La iglesia, que data del año 1783, y que fue edificada según los planos de un monje cisterciense, discípulo directo de Ventura Rodríguez, tiene la soberana belleza de la Restauración Renacentista, guardando la sucinta ornamentación lineal y planos propios de la arquitectura cisterciense. 
Finalmente el 13 de octubre de 1982 el Centro quedó afiliado a la Facultad de Teología de la Universidad de Navarra.